# Conker (spelserie)
Conker-serien är den serie som inkluderar Conker the Squirrel som huvudperson. Conker the Squirrel är utvecklad av Rare och gjorde sin debut år 1997 till Nintendo 64. Dock dröjde det till 1999 innan han fick sitt första egna spel.

## Conkerspel
| Spelnamn                          | Plattform(ar)               | År det släpptes |
| --------------------------------- | --------------------------- | --------------- |
| Conker's Pocket Tales             | Game Boy Color              | 1999            |
| Conker's Bad Fur Day              | Nintendo 64                 | 2001            |
| Conker: Live & Reloaded           | Xbox                        | 2005            |
| Conker's Big Reunion: Episode One | Xbox One, Microsoft Windows | 2015            |
| Young Conker                      | Microsoft HoloLens          | 2016            |

## Andra spel Conker är med i
| Spelnamn          | Plattform(ar) | År det släpptes |
| ----------------- | ------------- | --------------- |
| Diddy Kong Racing | Nintendo 64   | 1997            |
| Rare Replay       | Xbox One      | 2015            |

## Nedlagda Conkerspel
| Spelnamn                  | Plattform(ar)               |
| ------------------------- | --------------------------- |
| Twelve Tales Conker       | Nintendo 64                 |
| Conker's Other Bad Day    | –                           |
| Conker: Gettin' Medieval  | Xbox                        |
| The Fast and the Furriest | Xbox Live Arcade            |
| Conker's Big Reunion      | Xbox One, Microsoft Windows |